# Royal Worcester

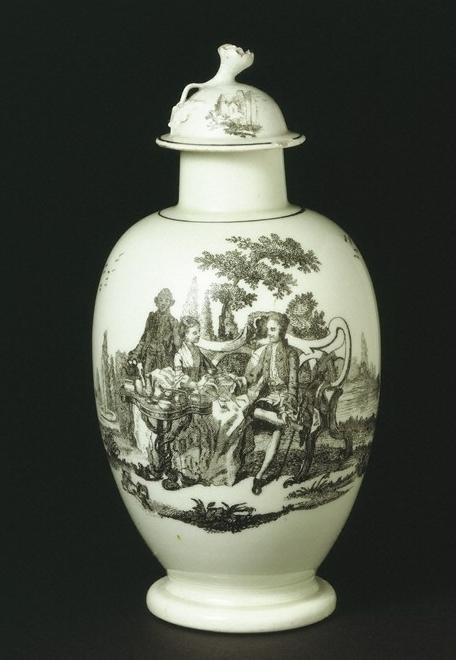
Чайница, ок. 1768 года., Вустерский фарфоровый завод, из коллекции Музея Виктории и Альберта

Royal Worcester — британский фарфоровый бренд. Наряду с Royal Crown Derby считается одним из двух старейших брендов, сохранившихся до настоящего времени. Создан в 1751 году, с 2009 года входит в Portmeirion Group. Под брендом Royal Worcester выпускается элитная посуда и подарочные изделия, однако производство в Вустере прекратилось в 2000-е годы.
Формально, компания Worcester Royal Porcelain Co. Ltd., известная как Royal Worcester, создана в 1862 году, и продукция, выпущенная ранее, была известна как Вустерский фарфор (Worcester porcelain), хотя в число поставщиков королевского двора она вошла в 1788 году. Компания развивалась аналогично другим предприятиям фарфоровой промышленности Великобритании. Расцвет деятельности компании пришёлся на XVIII и XIX века, однако во второй половине XX века наступил упадок.

## Ранние годы

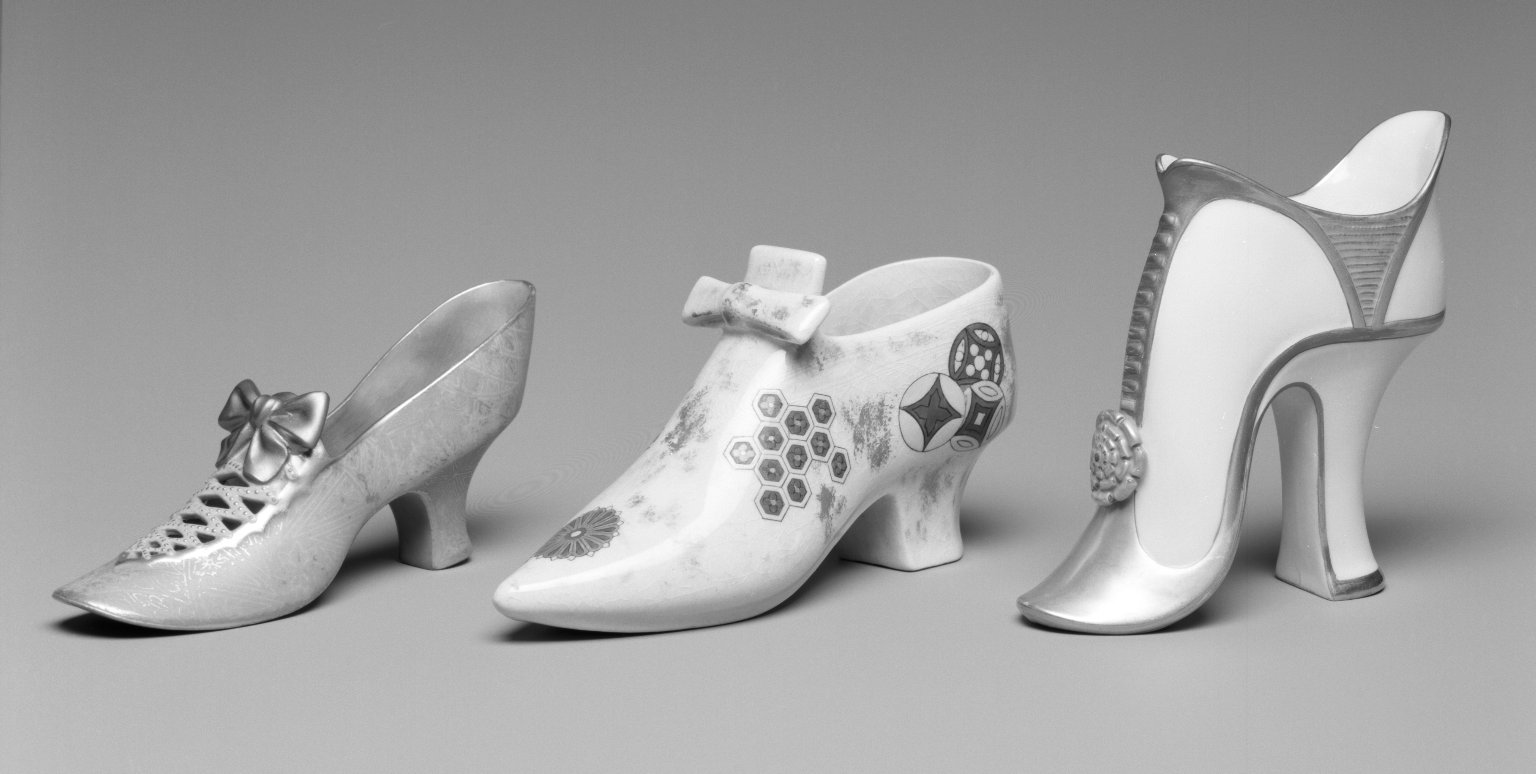
Туфельки, ок. 1875. Worcester Royal Porcelain Company, из коллекции Бруклинского музея

Джон Уолл, врач, и Уильям Дэвис, аптекарь, искали способ изготовления фарфора, который затем можно было бы использовать для экономического развития Вустера. Результаты их ранних экспериментов неизвестны, но установлено, что примерно в 1750—1751 годах они обратились в бристольскую мануфактуру Лунда и Миллера, которая использовала в качестве основного сырья для производства фарфора мыльный камень. На тот момент такой способ был уникальным. В 1751 году Уолл и Дэвис убедили группу из 13 бизнесменов инвестировать в новый завод в Уормстри-Хауз (Вустер, Англия) на берегу реки Северн, но являлась ли конечной целью покупка бристольской мануфактуры, остаётся неясным. Уолл и Дэвис получили от партнёров в своё распоряжение £4500 для организации The Worcester Tonquin Manufactory; первоначальное соглашение о партнерстве хранится в Музее вустерcкого фарфора. Ричард Холдшип, квакер и основной акционер, сыграл заметную роль в дальнейшем приобретении бристольской мануфактуры в начале 1752 года. Холдшип лично выплатил Бенджамину Лунду, также принадлежавшего к квакерам, лицензию на добычу мыльного камня, что обеспечило ежегодную поставку 20 тонн материала из Корнуолла.
Первые изделия мануфактуры изготавливались из мягкого фарфора. Химический анализ этих изделий показывает близкое сходство с изделиями бристольской мануфактуры. Вустерский фарфор, таким образом, занимает место в группе раннего английского керамического производства наряду с Кафли и фабриками в Ливерпуле.

## Товарищество Флайта и Барра

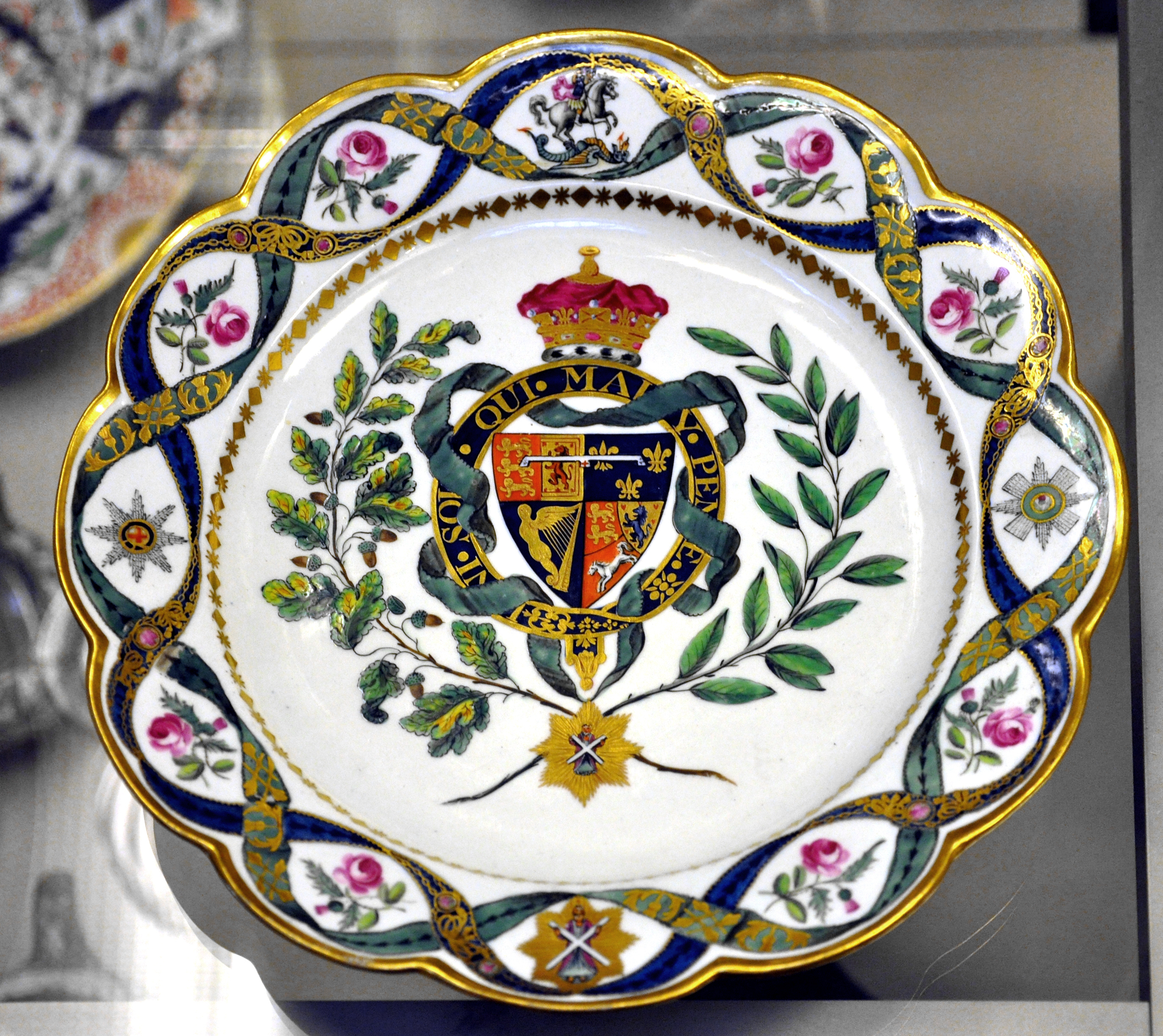
Тарелка из мягкого фарфора с гербом герцога Кларенса, будущего Вильгельма IV. 1789, фабрика Флайта

В 1783 году завод был приобретен Томасом Флайтом, бывшим торговым агентом предприятия в Лондоне, за £3000. Он передал управление двум своим сыновьям. Джон Флайт возглавлял предприятие до своей смерти в 1791 году. В 1788 году Георг III, после визита на предприятие, включил его в официальные поставщики двора, и завод стал называться Royal Porcelain Works. Данный период хорошо описан в дневнике Джона Флайта, который он вёл с 1785 по 1791 годы.
В этот период завод находился в плохом состоянии. Производство было ограничено производством дешёвых изделий в основном сине-белой расцветки по образцу китайского фарфора того периода. Сильное давление оказывала конкуренция со стороны недорогого фарфора из Китая и фабрики Кафли, принадлежавшей Томасу Тернеру.

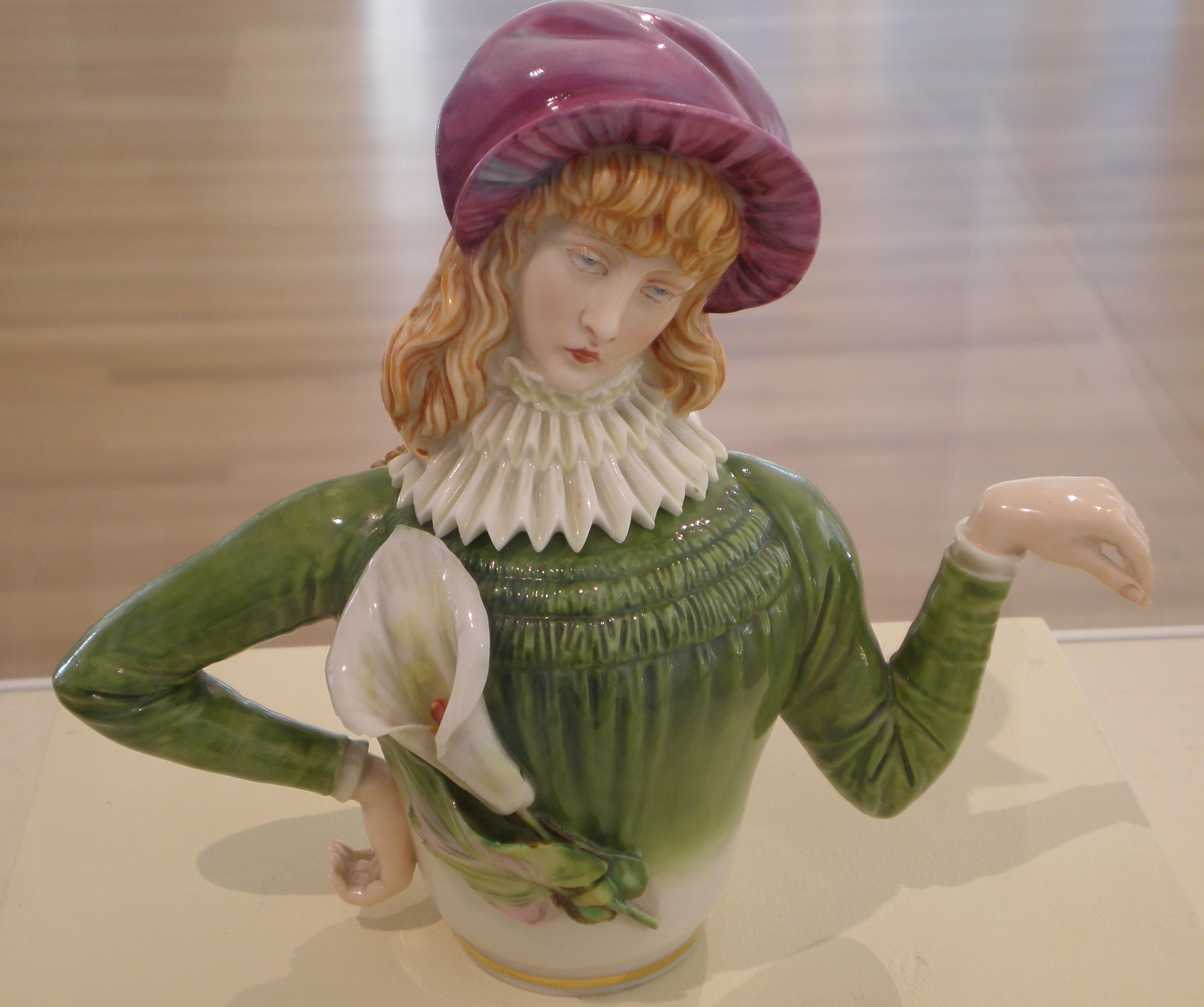
Чайник в виде женской фигуры, созданный по рисунку Р. У. Биннса Джеймсом Хедли, 1881

В 1792 году партнёром фирмы стал Мартин Барр; фарфор этого периода часто определяются по вырезанной заглавной букве «B», позднее — по более сложным напечатанному или вдавленному вензелю.
После смерти Томаса Флайта в 1800 году, новым партнёром по бизнесу становиться его сын — Джозеф Флайт. Вторым партнером по бизнесу остается Мартин Барр. Компания в то время называлась Flight & Barr Company (1792-1804 гг.). Сыновья Барра, Мартин Барр-младший и Джордж Барр, также готовились к управлению предприятием. Позднее с вступлением в бизнес-партнерство сыновей Барра компания несколько раз меняла название: Barr, Flight & Barr Company (1804-1813), затем с 1813 по 1840 гг. - Flight, Barr & Barr Company. В дальнейшем, после объединения с Чемберленом, компания изменила название на Chamberlain & Co (1840-1850).
В дополнение к признанию со стороны Георга III, королевские грамоты были получены от принца Уэльского в 1807 году, и принцессы Уэльской в 1808 году.

## Современная история
В XX веке самой популярной темой оформления Royal Worcester была Evesham Gold, впервые использованная в 1961 году. На рисунке изображались осенние плоды долины Ившем с тонкой золотой окантовкой.
После слияния со Spode в 1976 году и из-за сильной конкуренции с зарубежными производителями производство было переведено на заводы в Сток и за границу. В 2003 году 100 сотрудников потеряли работу и ещё 100 было уволено в 2005 году. В 2006 году фабрику покинули 15 художников вместе еще со 100 работниками. Последним днём работы Royal Worcester стало 14 июня 2009 года.
С 6 ноября 2008 года компания находилась под внешним управлением. 23 апреля 2009 года фирменное наименование и права на интеллектуальную собственность были приобретены Portmeirion Pottery Group — компанией, занимающейся торговлей керамикой и предметами для дома, расположенной в Сток-он-Трент. Поскольку у нового владельца уже имелась фабрика в Сток-он-Трент, в покупке производственных мощностей Royal Worcester и Spode он заинтересован не был.

## Музей вустерского фарфора

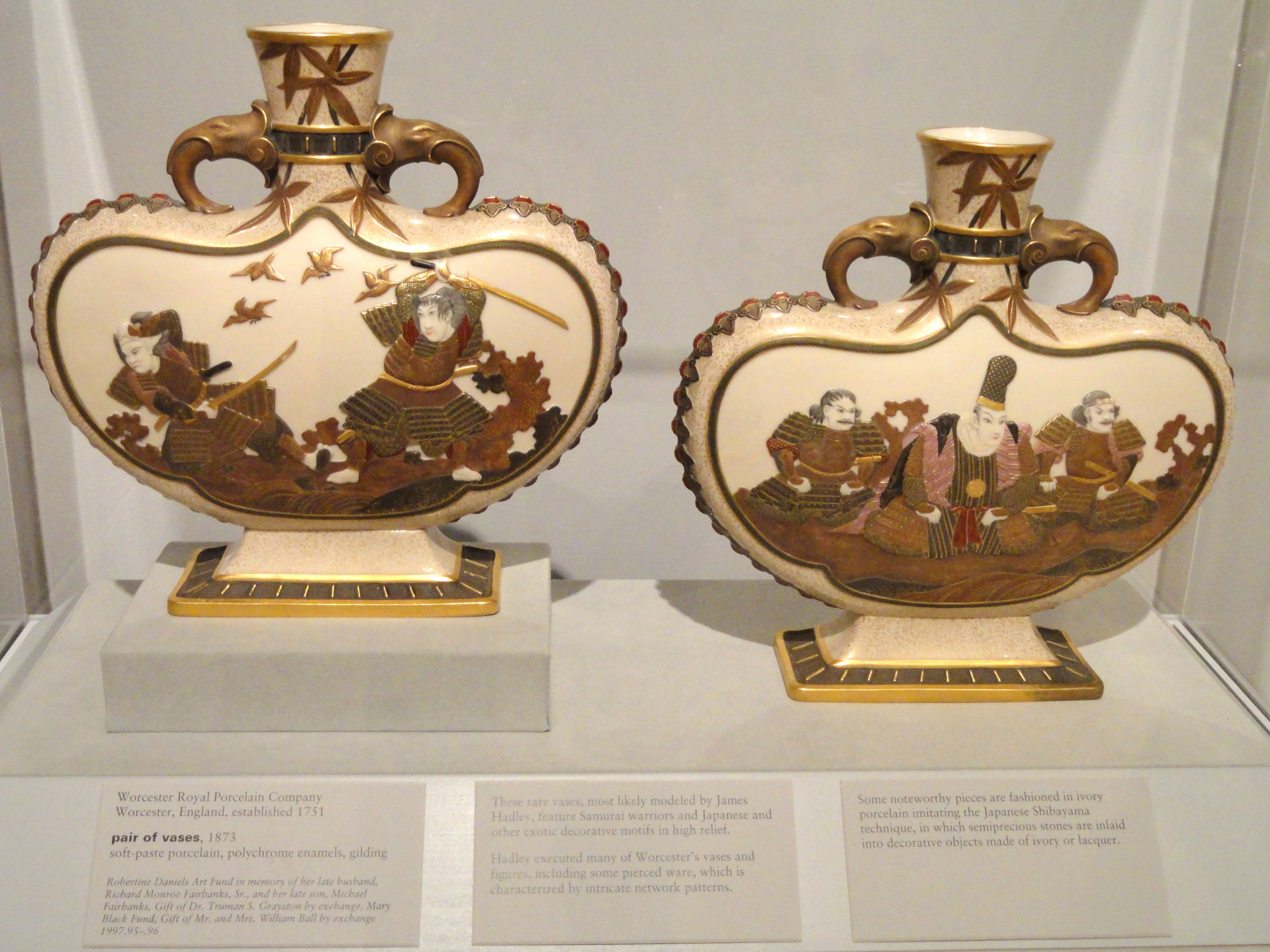
Пара «японистских» ваз. 1873, из коллекции Художественного музея Индианаполиса

На месте прежней фарфоровой фабрики расположен независимый Музей вустерского фарфора (ранее известный как Музей Дайсона Перринса), принадлежащий фонду Дайсона Перринса. В музее хранится крупнейшая в мире коллекция вустерского фарфора. В неё включены экспонаты начиная с 1751 года, имеется галерея викторианской эпохи, архивы и заводская документация. Коллекция является основным источником материала для изучения вустерского фарфора и его истории.

## Художники
Среди художников и скульпторов, сотрудничавших с фабрикой, — Томас Бакстер, Уильям Биллингсли, Джон Стинтон, Дэвид Бейтс, Джеймс Хедли, Гарри Уильям Адамс, Кристофер Дрессер, Чарльз Болдуин.